# James Lauritz Reveal
James Lauritz Reveal (29 de março de 1941 — 9 de janeiro de 2015) foi um botânico norte-americano.